# 全国高等学校サッカー選手権大会 (香川県勢)
全国高等学校サッカー選手権大会における香川県勢の成績について記す。

## 概要
出場枠は1933年から1953年までと1966年から1970年までは四国4県で1枠。1954年から1961年までと1971年から1980年までと1982年は香川県と愛媛県の北四国地区で1枠。1962年から1965年までは香川県と高知県の中四国地区で1枠。1981年は第60回記念大会のため香川県単独で1枠。1983年以降現在まで香川県単独で1枠。

## 大会結果
| 年度              | 代表校                            | 試合結果 | 試合結果                         | 成績     |
| ----------------- | --------------------------------- | -------- | -------------------------------- | -------- |
| 1935年（第17回）  | 香川師範（初出場）                | 1回戦    | ● 0 - 8 天王寺師範               | 初戦敗退 |
| 1936年（第18回）  | 高松中（初出場）                  | 準々決勝 | ● 1 - 9 海星中                   | 初戦敗退 |
| 1937年（第19回）  | 高松商（初出場）                  | 1回戦    | ● 3 - 6 富山師範                 | 初戦敗退 |
| 1939年（第21回）  | 高松中（3年ぶり2回目）            | 1回戦    | ● 0 - 5 湘南中                   | 初戦敗退 |
| 1964年（第43回）  | 高松商（27年ぶり2回目）           | 1回戦    | ● 0 - 2 鎌倉学園                 | 初戦敗退 |
| 1978年（第57回）  | 高松商（14年ぶり3回目）           | 1回戦    | ● 0 - 0 韮崎（PK 3 - 4）         | 初戦敗退 |
| 1980年（第59回）  | 高松商（2年ぶり4回目）            | 1回戦    | ● 0 - 6 浦和南                   | 初戦敗退 |
| 1981年（第60回）  | 高松南（初出場）                  | 1回戦    | ● 0 - 9 帝京                     | 初戦敗退 |
| 1983年（第62回）  | 高松商（3年ぶり5回目）            | 1回戦    | ● 0 - 1 帝京                     | 初戦敗退 |
| 1984年（第63回）  | 高松商（2年連続6回目）            | 1回戦    | ○ 1 - 0 東北                     | 3回戦    |
| 1984年（第63回）  | 高松商（2年連続6回目）            | 2回戦    | ○ 1 - 1 暁星（PK 5 - 4）         | 3回戦    |
| 1984年（第63回）  | 高松商（2年連続6回目）            | 3回戦    | ● 0 - 5 藤枝東                   | 3回戦    |
| 1985年（第64回）  | 高松商（3年連続7回目）            | 1回戦    | ● 1 - 2 市立船橋                 | 初戦敗退 |
| 1986年（第65回）  | 高松商（4年連続8回目）            | 2回戦    | ● 0 - 1 秋田商                   | 初戦敗退 |
| 1987年（第66回）  | 高松商（5年連続9回目）            | 1回戦    | ● 0 - 1 室蘭大谷                 | 初戦敗退 |
| 1988年（第67回）  | 高松商（6年連続10回目）           | 1回戦    | ● 1 - 3 秋田商                   | 初戦敗退 |
| 1989年（第68回）  | 高松商（7年連続11回目）           | 1回戦    | ● 1 - 2 中京                     | 初戦敗退 |
| 1990年（第69回）  | 高松商（8年連続12回目）           | 1回戦    | ● 0 - 2 市立船橋                 | 初戦敗退 |
| 1991年（第70回）  | 高松商（9年連続13回目）           | 2回戦    | ● 0 - 3 岐阜工                   | 初戦敗退 |
| 1992年（第71回）  | 高松商（10年連続14回目）          | 2回戦    | ● 0 - 5 帝京                     | 初戦敗退 |
| 1993年（第72回）  | 高松商（11年連続15回目）          | 1回戦    | ○ 2 - 1 光星学院                 | 3回戦    |
| 1993年（第72回）  | 高松商（11年連続15回目）          | 2回戦    | ○ 3 - 0 新宮                     | 3回戦    |
| 1993年（第72回）  | 高松商（11年連続15回目）          | 3回戦    | ● 1 - 1 多々良学園（PK 1 - 3）   | 3回戦    |
| 1994年（第73回）  | 香川西（初出場）                  | 1回戦    | ○ 1 - 0 遠野                     | 2回戦    |
| 1994年（第73回）  | 香川西（初出場）                  | 2回戦    | ● 0 - 1 多々良学園               | 2回戦    |
| 1995年（第74回）  | 高松北（初出場）                  | 1回戦    | ● 1 - 3 盛岡商                   | 初戦敗退 |
| 1996年（第75回）  | 高松北（2年連続2回目）            | 1回戦    | ● 0 - 3 松陰                     | 初戦敗退 |
| 1997年（第76回）  | 高松商（4年ぶり16回目）           | 2回戦    | ● 1 - 2 岐阜工                   | 初戦敗退 |
| 1998年（第77回）  | 高松商（2年連続17回目）           | 2回戦    | ● 0 - 3 清水市商                 | 初戦敗退 |
| 1999年（第78回）  | 高松北（3年ぶり3回目）            | 1回戦    | ● 0 - 1 青森山田                 | 初戦敗退 |
| 2000年（第79回）  | 高松商（2年ぶり18回目）           | 1回戦    | ● 2 - 3 星稜                     | 初戦敗退 |
| 2001年（第80回）  | 高松商（2年連続19回目）           | 1回戦    | ○ 3 - 2 東京学館新潟             | 2回戦    |
| 2001年（第80回）  | 高松商（2年連続19回目）           | 2回戦    | ● 1 - 2 近大和歌山               | 2回戦    |
| 2002年（第81回）  | 高松商（3年連続20回目）           | 1回戦    | ● 0 - 3 武南                     | 初戦敗退 |
| 2003年（第82回）  | 高松北（4年ぶり4回目）            | 1回戦    | ● 0 - 1 福島東                   | 初戦敗退 |
| 2004年（第83回）  | 尽誠学園（初出場）                | 1回戦    | ● 2 - 3 各務原                   | 初戦敗退 |
| 2005年（第84回）  | 高松商（3年ぶり21回目）           | 2回戦    | ○ 1 - 1 麻布大渕野辺（PK 6 - 5） | 3回戦    |
| 2005年（第84回）  | 高松商（3年ぶり21回目）           | 3回戦    | ● 0 - 4 野洲                     | 3回戦    |
| 2006年（第85回）  | 香川西（12年ぶり2回目）           | 1回戦    | ● 0 - 3 青森山田                 | 初戦敗退 |
| 2007年（第86回）  | 香川西（2年連続3回目）            | 1回戦    | ● 1 - 1 藤枝東（PK 4 - 5）       | 初戦敗退 |
| 2008年（第87回）  | 香川西（3年連続4回目）            | 2回戦    | ○ 2 - 1 市立船橋                 | 3回戦    |
| 2008年（第87回）  | 香川西（3年連続4回目）            | 3回戦    | ● 0 - 1 前橋育英                 | 3回戦    |
| 2009年（第88回）  | 香川西（4年連続5回目）            | 2回戦    | ○ 3 - 2 前橋育英                 | 3回戦    |
| 2009年（第88回）  | 香川西（4年連続5回目）            | 3回戦    | ● 0 - 2 山梨学院大附             | 3回戦    |
| 2010年（第89回）  | 香川西（5年連続6回目）            | 1回戦    | ● 0 - 3 西武台                   | 初戦敗退 |
| 2011年（第90回）  | 香川西（6年連続7回目）            | 1回戦    | ● 1 - 1 聖和学園（PK 3 - 4）     | 初戦敗退 |
| 2012年（第91回）  | 香川西（7年連続8回目）            | 1回戦    | ○ 3 - 2 創造学園                 | 2回戦    |
| 2012年（第91回）  | 香川西（7年連続8回目）            | 2回戦    | ● 1 - 4 長崎総科大附             | 2回戦    |
| 2013年（第92回）  | 香川西（8年連続9回目）            | 1回戦    | ● 1 - 1 帝京第三（PK 1 - 3）     | 初戦敗退 |
| 2014年（第93回）  | 香川西（9年連続10回目）           | 1回戦    | ● 1 - 2 岐阜工                   | 初戦敗退 |
| 2015年（第94回）  | 高松南（34年ぶり2回目）           | 1回戦    | ● 0 - 3 帝京第三                 | 初戦敗退 |
| 2016年（第95回）  | 高松商（11年ぶり22回目）          | 2回戦    | ● 0 - 1 駒澤大高                 | 初戦敗退 |
| 2017年（第96回）  | 高松商（2年連続23回目）           | 1回戦    | ● 3 - 2 仙台育英                 | 初戦敗退 |
| 2018年（第97回）  | 四国学院大香川西（4年ぶり11回目） | 2回戦    | ● 1 - 1 日本航空（PK 5 - 6）     | 初戦敗退 |
| 2019年（第98回）  | 大手前高松（初出場）              | 1回戦    | ○ 1 - 0 帝京大可児               | 2回戦    |
| 2019年（第98回）  | 大手前高松（初出場）              | 2回戦    | ● 2 - 1 矢板中央                 | 2回戦    |
| 2020年（第99回）  | 大手前高松（2年連続2回目）        | 1回戦    | ○ 1 - 0 札幌大谷                 | 2回戦    |
| 2020年（第99回）  | 大手前高松（2年連続2回目）        | 2回戦    | ● 1 - 4 丸岡                     | 2回戦    |
| 2021年（第100回） | 高松商（4年ぶり24回目）           | 2回戦    | ● 0 - 2 鹿島学園                 | 初戦敗退 |

## 学校別成績
| 校名             | 出場 | 勝敗     | 前身校   |
| ---------------- | ---- | -------- | -------- |
| 高松商           | 24回 | 6勝24敗  |          |
| 四国学院大香川西 | 11回 | 4勝11敗  | 香川西   |
| 高松北           | 4回  | 0勝4敗   |          |
| 大手前高松       | 2回  | 2勝2敗   |          |
| 高松南           | 2回  | 0勝2敗   |          |
| 高松             | 2回  | 0勝2敗   | 高松中   |
| 尽誠学園         | 1回  | 0勝1敗   |          |
| 香川大学         | 1回  | 0勝1敗   | 香川師範 |
| 県勢計           | 47回 | 12勝47敗 |          |

## 参考資料
- 高校サッカー90年史（編著:全国高等学校体育連盟サッカー専門部、講談社 2012年7月30日発行）